# Gastridium ventricosum
Gastridium ventricosum — вид рослин родини тонконогові (Poaceae).

## Опис
Стебла 8-60 см, прямостоячі або колінчато зростаючі, голі. Листові пластини 3-18 см x 1,5-8 мм. Волоті 1.5-15 см, вузькі еліпсоїди. Колоски (3) 3,5-6 (-6.5) мм. Цвіте з квітня по серпень.

## Поширення
Північна Африка: Алжир; Лівія; Марокко; Туніс; Кабо-Верде. Західна Азія: Іран [зх.]; Ірак [пн.]; Ізраїль; Ліван; Сирія; Туреччина [зх.]. Кавказ: Азербайджан. Європа: Велика Британія; Чехія; Албанія; Болгарія; Хорватія; Греція [вкл. Крит]; Італія [вкл. Сардинія, Сицилія]; Румунія; Франція [вкл. Корсика]; Португалія [вкл. Мадейра]; Гібралтар; Іспанія [вкл. Балеарські острови, Канарські острови]. Натуралізований: Австралія — Тасманія; Нова Зеландія Населяє поля і схили.